# Marlene (Vorname)
Marlene ist ein weiblicher Vorname.

## Herkunft und Bedeutung
Der Name Marlene setzt sich aus den Namen Maria und Magdalene zusammen und bezieht sich ursprünglich auf die Jüngerin Maria Magdalena.

## Verbreitung
Bekannt wurde der Name Marlene durch die Schauspielerin und Sängerin Marlene Dietrich, die mit bürgerlichem Namen Marie Magdalene hieß.
In den USA stieg die Beliebtheit des Namens in den 1920er Jahren sprunghaft an. Stand der Name im Jahr 1925 noch auf Rang 976 der Vornamenscharts, belegte er im Jahr 1931 bereits Rang 95 der Hitliste. Bis 1942 blieb der Marlene in der Top-100 der Vornamenscharts. Als höchste Platzierung erreichte er in den Jahren 1935 und 1936 Rang 39. Über die Jahre nahm die Popularität des Namens immer weiter ab. Seit 2013 gehört Marlene nicht mehr zu den 1000 meistvergebenen Mädchennamen der Vereinigten Staaten.
In Kanada gehörte Marlene von 1932 bis 1961 zu den 100 beliebtesten Mädchennamen. Besonders häufig wurde er im Jahr 1937 vergeben, wo er Rang 16 der Hitliste belegte.
In Frankreich wurde Marlène vor allem von den 1930er bis in die 1990er Jahre gerne vergeben, war dabei aber nie sehr beliebt. Nur zwischen 1980 und 1987 erreichte der Name Platzierungen in der Top-100 der Vornamenscharts.
In Österreich hat sich Marlene unter den beliebtesten Mädchennamen etabliert. Im Jahr 2021 belegte der Name dort Rang 58 der Hitliste.
Marlene war in Deutschland zunächst in den 1930er Jahren beliebt, erreichte jedoch nie die vorderen Ränge der Vornamenscharts. Seine Popularität sank mit den Jahren. Vor allem seit Mitte der 1980er Jahre wird er wieder häufiger vergeben. So beliebt wie in den 2010er Jahren war der Name zuvor nie. Als bislang höchste Platzierung erreichte der Name im Jahr 2017 Rang 37 der Hitliste. Im Jahr 2021 belegte er Rang 45. Besonders häufig wird der Name in Bayern vergeben.

## Varianten
- Deutsch: Marleen, Marlen
- Englisch: Marleen, Marlena
  - Diminutiv: Marla
- Französisch: Marlène
- Niederländisch: Marleen
- Polnisch: Marlena

## Namenstag
Der Namenstag von Marlene wird nach der Jüngerin Maria Magdalena am 22. Juli gefeiert.

## Namensträgerinnen

### Marlene
- Marlene Ahrens (1933–2020), chilenische Leichtathletin
- Marlene Albrecht (* 1988), Schweizer Curlerin
- Marlene von Appen (* 2005), deutsche Filmschauspielerin und Kinderdarstellerin
- Marlene Bach (* 1961), deutsche Krimischriftstellerin
- Marlene Behrmann (* 1959), südafrikanisch-kanadisch-US-amerikanische Psychologin
- Marlene Burow (* 2000), deutsche Schauspielerin
- Marlene Crüsemann (* 1953), deutsche Neutestamentlerin
- Marlene Deluxe (* 1963),  deutsche Drag Queen und Unternehmerin
- Marlene Dietrich (1901–1992), deutsch-amerikanische Schauspielerin und Sängerin
- Marlene Dumas (* 1953),  südafrikanische Künstlerin
- Marlene Elejarde (1951–1989),  kubanische Sprinterin
- Marlene Engelhorn (* 1992), deutsch-österreichische Aktivistin und Publizistin
- Marlene Esser (* vor 1940), deutsche Fernsehmoderatorin und Autorin
- Marlene Faro (* 1954), österreichische Journalistin und Schriftstellerin
- Marlene Fichtner (* 2003), deutsche Biathletin
- Marlene Forte (* 1961), kubanisch-US-amerikanische Schauspielerin
- Marlene von Gemmingen (1910–2003), Modedesignerin, Buchautorin und Malerin
- Marlene Hahn (* 1985), deutsche Musikdramaturgin
- Marlene Halser (* 1977), deutsche Journalistin und Autorin
- Marlene Hauser (* 1996), österreichische Schauspielerin
- Marlene Hinterberger (* 1954), deutsche Organistin und Musikprofessorin
- Marlene Jahl (* 1995), österreichische Taekwondo-Sportlerin
- Marlene Jantsch (1917–1994), österreichisch-slowakische Ärztin und Medizinhistorikerin
- Marlene Johnson (* 1946), US-amerikanische Politikerin
- Marlene Kegler Krug (1953–1977?), deutsch-paraguayische Studentin, Opfer der argentinischen Militärdiktatur
- Marlene Kowalik (* 1984), deutsch-polnische Fußballspielerin
- Marlene Kurt (* 1943), kanadische Diskuswerferin und Kugelstoßerin
- Marlene Lawston (* 1998), US-amerikanische Schauspielerin
- Marlene Lenz (* 1932), deutsche Politikerin (CDU)
- Marlene Löhr (* 1985), deutsche Politikerin (Grüne)
- Marlene Lufen (* 1970), deutsche Fernsehmoderatorin
- Marlene Marlow (* 1970), deutsche Schauspielerin
- Marlene Mevong (* 1990), äquatorialguineische Leichtathletin
- Marlene Moeschke-Poelzig (1894–1985), deutsche Bildhauerin und Architektin
- Marlene Morreis (* 1976), österreichische Schauspielerin
- Marlene Mortler (* 1955), deutsche Politikerin (CSU)
- Marlene Rahn (* 1943), deutsche Schauspielerin
- Marlene Röder (* 1983), deutsche Schriftstellerin
- Marlene Schmidt (* 1934/37/39), deutsche Schönheitskönigin, Schauspielerin, Drehbuchautorin und Filmproduzentin
- Marlene Schönberger (* 1990), deutsche Politikerin und MdB (Bündnis 90/Die Grünen)
- Marlene Stenten (1935–2019), deutsche Schriftstellerin
- Marlene Streeruwitz (* 1950), österreichische Schriftstellerin
- Marlene Svazek (* 1992), österreichische Politikerin (FPÖ)
- Marlene Tanczik (* 1993), deutsche Schauspielerin
- Marlene VerPlanck (1933–2018), US-amerikanische Jazzsängerin
- Marlene Weingärtner (* 1980), deutsche Tennisspielerin
- Marlene Zimmer (* 1987), deutsche Schauspielerin

### Marlène
- Marlène Canguio (1942–2025), französische Hürdenläuferin, Sprinterin und Weitspringerin
- Marlène Charell (* 1944), deutsche Tänzerin, Sängerin und Moderatorin
- Marlène Garin, Schweizer Basketballspielerin
- Marlène Harnois (* 1986), kanadisch-französische Taekwondoin
- Marlène Jobert (* 1940), französische Schauspielerin und Schriftstellerin
- Marlène Meyer-Dunker (* 1979), deutsche Schauspielerin
- Marlène Schiappa (* 1982), französische Politikerin (LREM) und Autorin
- Marlène Waal (* 1954), surinamische Weltmusiksängerin